# Groeningemuseum
Groeningemuseet er et kommunalt museum i Brugge, Belgien, bygget på stedet, hvor det middelalderlige Eekhout Kloster lå.
Museet huser en omfattende samling af seks århundreders flamsk og belgisk malerkunst, fra Jan van Eyck til Marcel Broodthaers. Af museets mange højdepunkter kan nævnes samlingen af flamske primitivister, værker af en bred vifte af renæssancens og barokkens mestre, samt et udvalg af malerier fra det 18. og 19. århundrede neo-klassiske og realistiske perioder, milepæle fra den belgiske symbolisme og modernisme, mesterværker af flamske ekspressionister og mange værker fra byens samling af efterkrigstidens moderne kunst.

## Værker omfatter
- Jan van Eyck:
  - Madonna med Canon van der Paele (1436)
  - Portræt af Margareta van Eyck (1439)
  - Portræt af Kristus (1440)
- Gerard David
  - Kambyses dom, del 1, Sisamnes' dom (1498)
  - Kambyses dom Del 2, Sisamnes' afhudning (1498)
  - Jesu Dåb (1502-1508)
- Hieronymus Bosch og hans værksted
  - Den Yderste Dom (c. 1486)
- Adriaen Isenbrandt:
  - Portræt af Paulus de Nigro (1518)
  - Triptykon
- Hugo van der Goes
  - Jomfruens død c. 1472-1480)
- Nicolaes Maes:
  - Portræt af Fire Børn (1657)
- Jan Provoost
  - Korsfæstelsen (ca 1500)
  - Sidste Dom for Brugge rådhus (1525)
- Dirk Anfald
  - Triptykon over Skt. Hippolytus' martyrium
- Fernand Khnopff
  - Secret-Reflet
- René Magritte
  - L'Attentat (Attentatet)

## Eksterne links
- Wikimedia Commons har flere filer relateret til Groeningemuseum
- Museets hjemmeside Arkiveret 22. marts 2016 hos  Wayback Machine

51°12′19″N 3°13′36″Ø / 51.2053°N 3.2267°Ø